# Свирачът
„Свирачът“ е американско-български игрален филм (семеен, мюзикъл) от 1966 година, по сценарий и режисура на Менде Браун, по мотиви от приказката „Шареният свирач“ на Вилхелм Хауф. Оператор е Димо Коларов.

## Сюжет
Семейният цирк на клоуна Свирача пристига в Скрегфил. Богатият мелничар Скрег е забранил на обитателите му да се забавляват, да се смеят и веселят. Децата не се подчиняват и се втурват да посрещат и поздравяват Свирача. По негово предложение те вкупом се разплакват и така принуждават Скрег да им позволи да отидат на цирк. След представлението Свирача научава децата на една пасен. Съветва ги да уважават родителите си. Когато Скрег се опитва да осуети заминаването на цирка, Свирача подхваща своята песен и призовава с нея на помощ децата. Злият мелничар е победен от малките палавници и циркът напуска щастливото село.

## Актьорски състав
- Емет Кели – Свирачът
- Бърт Стратфорд – Марк, негов син
- Кати Дън – Френи, негова дъщеря
- Михаил Михайлов – Мистър Скрег
- Лео Конфорти – Кмет
- Богомил Симеонов – Лейтенант
- Олег Ковачев – Били
- Найчо Петров
- Януш Алурков
- Ганчо Ганчев
- Валентин Русецки
- Вихър Стойчев - по-голямото момченце